# 方浤酌
方浤酌（英語：Ben Fong），本名方俊華，曾為香港電視網絡總導演，現為香港無綫電視監製。

## 簡歷
方浤酌畢業於香港浸會大學，1996年加入香港無線電視，曾擔任《溏心风暴之家好月圆》、《宫心計》、《公主嫁到》等作品的助理編導及編導。2013年，他跳槽至香港電視網絡，並擔任《導火新聞線》、《還來得及再愛你》總導演。此劇於2015年播出時大受歡迎，觀眾迴響甚大，尤其網民紛紛在網際網路上討論，而劇組亦經常到網上討論區觀看留言。
2015年12月，方俊華獲得機會開拍《導火新聞線》電影版，並擔任電影導演。2017年返回無綫電視，並晉升為監製，首部監製的劇集是與梅小青合作的《宮心計2深宮計》。2021年，其監製的醫療劇《星空下的仁醫》為該年度的無綫台慶劇之一，劇集在播出後口碑甚佳，演員的演技亦備受好評。此劇在《萬千星輝頒獎典禮2021》獲得「馬來西亞最喜愛TVB劇集」獎。
在任監製時期，常用演員有鄭俊弘、周家怡、海俊傑、陳煒、張文慈、康華、曾偉權、謝雪心、陳少邦。

## 電視劇（無綫電視）

### 助理編導／編導
- 1993年：《龍兄鼠弟》
- 1997年：《皇家反千組》
- 1998年：《烈火雄心》
- 1999年：《狀王宋世傑（貳）》
- 2000年：《陀枪师姐II》
- 2001年：《陀枪师姐III》
- 2002年：《烈火雄心II》
- 2004年：《陀枪师姐IV》 《爭分奪秒》 《红杏劫》
- 2005年：《開心賓館》 《識法代言人》
- 2006年：《千謊百計》
- 2007年：《溏心风暴》
- 2008年：《溏心风暴之家好月圆》 《秋香怒點唐伯虎》 《秀才愛上兵》
- 2009年：《宫心计》
- 2010年：《公主嫁到》 《蒲松齡》 《談情說案》
- 2011年：《點解阿Sir係阿Sir》
- 2012年：《當旺爸爸》、《拳王》
- 2018年：《宮心計2深宮計》
- 2020年：《法證先鋒IV》
- 2021年：《星空下的仁醫》

### 監製
- 2018年：《宮心計2深宮計》（與梅小青合監）
- 2020年：《法證先鋒IV》（與梅小青合監）
- 2021年：《星空下的仁醫》
- 2022年：《法證先鋒V》
- 2024年：《反黑英雄》（與鍾澍佳合監）
- 拍攝中：《正義女神 Themis》（與鍾澍佳合監）

## 電視劇（香港電視網絡）

### 總導演
- 2015年：《還來得及再愛你》 《導火新聞線》

## 電影
- 2016年：導演《導火新聞線》

## 獎項
- 《萬千星輝頒獎典禮2021》「馬來西亞最喜愛TVB劇集」- 《星空下的仁醫》